# Зорковаць-Виводинський
45°40′ пн. ш. 15°23′ сх. д. / 45.66° пн. ш. 15.39° сх. д.
Зорковаць-Виводинський (хорв. Zorkovac Vivodinski) — населений пункт у Хорватії, у Карловацькій жупанії у складі міста Озаль.

## Населення
Населення за даними перепису 2011 року становило 16 осіб.
Динаміка чисельності населення поселення: